# Albina Osipowich
Albina Lucy Charlotte Osipowich (ur. 26 lutego 1911 w Worcester, zm. 6 czerwca 1964) – amerykańska pływaczka. Dwukrotna złota medalistka olimpijska z Amsterdamu.
Specjalizowała się w stylu dowolnym. Zawody w 1928 były jej jedynymi igrzyskami olimpijskimi. Triumfowała na dystansie 100 metrów kraulem, była również członkinią zwycięskiej sztafety amerykańskiej (razem z nią płynęły: Adelaide Lambert, Eleanor Garatti i Martha Norelius). Była mistrzynią USA i rekordzistką świata.
W 1986 została przyjęta do International Swimming Hall of Fame.